# Dòng Anh Em Hèn Mọn
Dòng Anh Em Hèn Mọn (tiếng Latinh: Ordo Fratrum Minorum) là một dòng tu Công giáo Rôma, và là nhánh chủ yếu và nổi bật nhất trong nhóm các Dòng Phanxicô. Dòng Anh Em Hèn Mọn tuân giữ và kế thừa đầy đủ nhất Quy luật của Thánh Phanxicô thành Assisi khi sáng lập dòng.

## Lịch sử
Mùa đông năm 1206, Phanxicô Bênađônê (tiếng Ý: Francesco di Bernardone, sau này thường được gọi là Thánh Phanxicô thành Assisi) từ giã gia đình để đi tu. Ông từ bỏ những cuộc vui chơi tiệc tùng với bạn bè để đi giúp những người bệnh phong, người vô gia cư và những người bị loại ra bên lề xã hội. Hai năm sau, ông phải đi hành khất, sống ẩn dật và sửa sang ba nhà thờ đổ nát trong miền Assisi là nhà thờ Thánh Đamianô, nhà thờ Thánh Phêrô và nhà thờ Đức Bà Porziuncula. Ban đầu, lối sống của Phanxicô đã thu hút hai người bạn đồng hương là nhà quý tộc Bênađô Cantavalê (Bernardo di Quintavalle) giàu có và nhà giáo luật Phêrô Catanê (Peter Waldo). Sau đó, có thêm chín người khác gia nhập nhóm này để trở thành 12 "người đền tội" lữ hành, sống khổ hạnh, không nơi cư trú. Phanxicô có soạn vài quy luật nội bộ cho nhóm - dù có một số bất đồng giữa các anh em tu sĩ nhưng nó đã được Giáo hoàng Innôcentê III chấp thuận bằng miệng, rồi Giáo hoàng Hônôriô III phê chuẩn văn bản vào năm 1223, trở thành nền tảng quy luật của Dòng Anh Em Hèn Mọn (Dòng Nhất).
Năm 1226, Phanxicô qua đời. Lễ Hiện Xuống năm 1230, tại tổng tu nghị của dòng, tu sĩ Elias xứ Cortona toan tính nắm lấy việc quản trị mọi thứ của dòng thay cho Phanxicô, nhưng các anh em tu sĩ khác lại bầu chọn tu sĩ Gioan Parenti. Mâu thuẫn xảy ra cho nên một ủy ban đã được thành lập (có cả Antôn thành Padova) đến Rôma xin ý kiến giải thích của Giáo hoàng Grêgôriô IX về bản quy luật và di chúc của Phanxicô, nhằm dựa vào đó giải quyết mâu thuẫn này. Qua sắc dụ Quo elongati đề ngày 28 tháng 9 năm 1230, ông trả lời rằng bản di chúc ấy không buộc anh em tu sĩ phải tuân giữ như là một bổn phận và họ được phép có một người trung gian (nuntius) và những người bạn thiêng liêng như bản quy luật ấn định, tuy nhiên anh em tu sĩ không được quản trị hay sở hữu thứ gì mà chỉ được sử dụng hợp với lời khấn nghèo khó những gì họ đã nhận được. Tại tổng tu nghị năm 1232, tu sĩ Elias được bầu làm tổng phục vụ thay vì tổng quản trị. Elias đã có công hoàn tất việc xây dựng Vương cung thánh đường Thánh Phanxicô thành Assisi, ngoài ra ông cũng muốn bành trướng nhà dòng nên đã xây thêm nhiều nhà thờ, tu viện rộng lớn trong thành phố. Elias hoạt động khá độc tài, nhất là việc điều chuyển nhân sự đến các tỉnh dòng, không bao giờ triệu tập tổng tu nghị trong suốt thời gian tại chức để nghe ý kiến của anh em đồng môn. Thế rồi, các tu sĩ khác xin Giáo hoàng Grêgôriô IX triệu tập một tổng tu nghị tại Rôma vào ngày 15 tháng 5 năm 1239 để cách chức tổng phục vụ của Elias. Sau đó, vì muốn khôi phục quyền lực nên Elias cùng với Frederick II chống đối, họ bị Giáo hoàng dứt phép thông công và bị khai trừ khỏi dòng. Lần lượt các tu sĩ nhận chứ tổng phục vụ là Alberto thành Pisa, tỉnh dòng Anh quốc (1239-1240), Raymon Faversham (1240-1243), Gioan Buralli thành Parma (1247-1257), Bonaventure 1257-1274). Giữa thế kỷ 13, Dòng Anh Em Hèn Mọn đã phát triển mạnh mẽ, đặc biệt là dấn thân vào ngành giáo dục. Cùng với Anh Em Thuyết Giáo (tức Dòng Đa Minh), Anh Em Hèn Mọn đã đạt được những ghế giáo sư trong các đại học lớn như Đại học Oxford, Đại học Bologna, Đại học Paris... Bên cạnh đó, một số tu sĩ Anh Em Hèn Mọn đã được bổ nhiệm vào các chức phẩm cao cấp trong Giáo hội Công giáo như giám mục, tổng giám mục, hồng y, đặc biệt là tu sĩ Girolamo Masci (1274-1279) được bầu làm giáo hoàng lấy tông hiệu là Giáo hoàng Nicôla IV.
Dòng Anh Em Hèn Mọn phải trải qua một cuộc cải tổ sâu rộng và nhiều bất đồng, từ đó dẫn đến xuất hiện ba nhánh dòng độc lập nhưng hầu như cũng tuân theo cùng một lý tưởng sống của Phanxicô thành Assisi. Ba nhánh dòng này có sự quản trị và cơ cấu riêng gồm: Dòng Anh Em Hèn Mọn là dòng cơ bản nguyên thủy, Dòng Anh Em Hèn Mọn Viện Tu và Anh Em Hèn Mọn Lúp Dài (còn gọi là Dòng Anh Em Hèn Mọn Capuchin). Dù phân ly như vậy nhưng cả ba nhánh dòng này đã phát triển mạnh nhiều cuộc truyền giáo và xuất hiện nhiều nhân vật có công trạng lớn cho Giáo hội Công giáo.

## Dòng Nhì và Dòng Ba
Trong quá trình hoạt động, nhóm của họ đã lôi cuốn một thiếu nữ quý tộc tên là Clara. Chúa nhật Lễ Lá năm 1212, Clara trốn khỏi gia đình đến gặp Phanxicô, nhưng vì là nữ nên Phanxicô chỉ cắt tóc cho cô tại nhà nguyện nhỏ Porziuncula như một dấu chỉ cô đã dâng hiến cho Thiên Chúa để hình thành một nhóm nữ tu riêng. Nhóm nữ tu này cũng thu hút được nhiều thiếu nữ khác. Đến năm 1218 (hoặc 1219), nhóm của Clara được giáo hoàng chấp thuận như là một tu hội kín theo lý tưởng của anh em hèn mọn gọi là Dòng Chị Em Thanh Bần. Sau này, ngành dòng nữ Phanxicô thường được gọi là Dòng Nhì.
Trong khoảng từ năm 1210 đến 1211, hoạt động của Phanxicô phát triển lan rộng. Ông đã phái gửi nhiều đồng môn đi khắp nơi để truyền giáo. Năm 1221, một cặp vợ chồng thương gia ở Florence cũng bị cuốn hút nên xin gia nhập dòng, nhưng vì họ đã kết hôn nên chỉ sống theo lý tưởng của anh em hèn mọn trong đời sống dân sự. Đây là hình thức xuất phát của ngành Dòng Ba, gọi là Phan Sinh Tại Thế.